# Jeff Hawkins
Jeff Hawkins, är en amerikansk affärsman och neurovetare. Han är delgrundare till företagen Palm Computing vari han var en av skaparna till handdatorn Palm Pilot, samt Handspring vari han var en av skaprana till mobiltelefonen Treo.
År 2002 grundade Hawkins Redwood Neuroscience Institute (RNI) med syftet att fokusera på framtagandet av teorier om hjärnbarkens funktion. År 2005 grundade han tillsammans med några av sina kollegor från RNI forskningsföretaget Numenta för att vidare kunna utveckla teorin om just hjärnbarken.
Hawkins har skrivit flera böcker såsom On Intelligence (2004) (tillsammans med Sandra Blakeslee, där de beskriver en teori namngiven memory-prediction framework), samt A Thousand Brains (2021).
År 2003 valdes Hawkins in som medlem i National Academy of Engineering med motiveringen "for the creation of the hand-held computing paradigm and the creation of the first commercially successful example of a hand-held computing device." – "för skapandet av ett helt nytt tankesätt inom sektorn handdatorer och för framtagandet av den första kommersiellt lyckade modellen av en handdator."

## Biografi och karriär
Jeff Hawkins växte upp i en uppfinningsrik familj på norra kusten av Long Island. Bland annat en luftkuddeplattform som är tänkt att användas för konserter på stränder är en av familjen Hawkins skapelser. 
Hawkins gick på Cornell University där han tog en kandidatexamen i elektroteknik 1979. Efter sin examen började han arbeta på elektronikföretaget Intel för att 1982 gå över till GRiD Systems, där han utvecklade programvara för Rapid Application Development (RAD) (ett system för att snabba upp annan programutveckling). Hawkins intresse för mönsteridentifiering i såväl röst- som text-indata till datorer gjorde att han 1986 började studera biofysik på University of California i Berkeley. Under den här tiden tog han patent på en så kallad mönsterklassificerare för handskriven text. Men hans förslag till doktorsavhandling avslogs, då ingen av professorerna arbetade inom det området och således inte kunde agera opponenter. Detta bakslag gjorde att han återvände till GRiD där han som forskningschef utvecklade pennbaserad datoranvändning, vilket 1989 ledde till lanseringen av GRiDPad. GRiDPad räknas som en av de första "notepad‑datorerna". 
Hawkins ville fortsätta utvecklingen och utveckla en mindre version som kunde hållas i handen, men cheferna på GRiD var inte villiga att ta den risken. Tandy Corporation hade tagit över GRiD 1988 och de ställde sig villiga att stödja Hawkins i ett nytt högriskföretag. Palm Computing grundades i januari 1992. Deras första produkt var Zoomer. Den var ett resultat av samarbetet mellan Palm Applications, GeoWorks OS, Casio Hardware samt Tandys marknadsföring. Apples motsvarighet Newton lanserades ungefär samtidigt, det vill säga i slutet av 1993, men ingen av dessa två produkter slog riktigt igenom på marknaden, detta delvis på grund av dålig teckenidentifieringsmjukvara. Hawkins svarade då med att lansera Graffiti som hade en bättre mjukvara för teckenidentifikation, och den kunde köras både på Zoomer och på Newton. Hans företag utvecklade också HotSync som var en synkroniseringsmjukvara för Hewlett Packard.
Hawkins började nu leta efter ekonomiska kompanjoner för att kunna bygga en enklare handhållen dator men stötte hela tiden på hinder. Då erbjöd sig modemtillverkarna U.S. Robotics att träda in. De gav honom finansiellt stöd och bestod dessutom med tillverkningsexpertis. Detta var vad som behövdes, och Palm Pilot kunde därför lanseras under första halvan av 1996. U.S. Robotics nya ägare 3Com hindrade dock Hawkins i hans arbete, vilket gjorde att han lämnade företaget 1998 tillsammans med Donna Dubinsky och Ed Colligan för att starta företaget Handspring. Handspring Visor var deras första produkt, och den nådde marknaden i september 1999. Hårdvarudivisionen av Palm återförenades med Handspring år 2003.

## Numenta
I mars 2005 startade Hawkins tillsammans med Donna Dubinsky och Dileep George Numenta, Inc. för att vidareutveckla mönsteridentifieringsmjukvaran Hierarchical Temporal Memory. Företaget har sitt huvudkontor i Menlo Park i Kalifornien.

## Neurovetenskap
Efter att ha tagit examen från Cornell 1979, råkade Hawkins läsa ett specialnummer av Scientific American (ett månadsmagasin som i populärvetenskaplig form presenterar vetenskapliga artiklar) som handlade om hjärnan. I en artikel beklagade sig Francis Crick (engelsk neurolog) över avsaknaden av en övergripande teori som kunde förklara hur hjärnan fungerar . Då försökte Hawkins inledningsvis starta en ny avdelning under Intel som skulle koncentrera sig på denna typ av forskning men ledningen sade nej. Han försökte också förena sig med MIT AI Lab men nekades även där. Till slut bestämde han sig för att pröva lyckan inom datorindustrin och försöka använda denna för att stödja sitt helt seriösa arbete om hjärnan, vilket han beskriver i sin bok "On Intelligence".
Efter att ha insett att storskalig teoretisk neurovetenskap inte riktigt var det han själv var mest intresserad av, grundade Hawkins 2002 "Redwood Neuroscience Institue" i Menlo Park. I efterdyningarna av att Hawkins senare bildade sitt nya företag Numenta flyttades hans institut till University of California i Berkeley och namnet ändrades till "Redwood Center for Theoretical Neuroscience". Det administreras nu genom "Helen Wills Neuroscience Institute".
År 2004 publicerade Hawkins "On Intelligence" där han lade fram sin teori om den funktion i hjärnan som han kallar minnes-förutsägelse. I sin samlade teori om hjärnan lägger Hawkins där fram tesen, att nyckeln till intelligens är hur väl hjärnan kan göra förutsägelser om världen genom att se mönster i den. Hawkins menar att det är helt fruktlöst att försöka skapa artificiell intelligens bara genom att programmera en dator till att efterlikna hjärnans skenbara funktion. För att göra en, så att säga tänkande dator krävs det den lär sig att hitta, analysera och använda mönster. Det räcker inte att bara försöka lära den vissa fastlagda uppgifter. Med den här metoden tror han att vi kan bygga intelligenta datorer som kan utföra alla möjliga uppgifter som nuvarande datorer inte klarar av. Hawkins hävdar också, att detta minnesförutsägelsesystem (eng. memory-prediction system) som bearbetas i hjärnbarken är själva grunden för det vi kallar mänsklig intelligens.